# Amurrio Club
Az Amurrio Club spanyolországi, baszkföldi labdarúgócsapatot 1949-ben alapították, 2016/17-ben a negyedosztályban szerepelt.

## Statisztika
| Szezon      | Osztály    | Poz. | Copa del Rey |
| ----------- | ---------- | ---- | ------------ |
| 1949-50-től | Regionális | —    |              |
| 1991-92-ig  | Regionális | —    |              |
| 1992/93     | 3ª         | 6.   |              |
| 1993/94     | 3ª         | 1.   |              |
| 1994/95     | 2ªB        | 11.  |              |
| 1995/96     | 2ªB        | 20.  |              |
| 1996/97     | 3ª         | 4.   |              |
| 1997/98     | 2ªB        | 13.  |              |
| 1998/99     | 2ªB        | 7.   |              |
| 1999/00     | 2ªB        | 7.   |              |
| 2000/01     | 2ªB        | 4.   |              |

| Szezon  | Osztály | Poz. | Copa del Rey |
| ------- | ------- | ---- | ------------ |
| 2001/02 | 2ªB     | 7.   |              |
| 2002/03 | 2ªB     | 8.   |              |
| 2003/04 | 2ªB     | 7.   |              |
| 2004/05 | 2ªB     | 11.  |              |
| 2005/06 | 2ªB     | 16.  |              |
| 2006/07 | 2ªB     | 20.  |              |
| 2007/08 | 3ª      | 3.   |              |
| 2008/09 | 3ª      | 2.   |              |
| 2009/10 | 3ª      | 8.   |              |
| 2010/11 | 3ª      | —    |              |

## Ismertebb játékosok
- Martín Fúriga
- Mikel Álvaro
- Iñaki Bea
- Juan Ruiz

## Külső hivatkozások
- Hivatalos weboldal (spanyolul)
- Futbolme (spanyolul)